# Виборчий округ 183
Виборчий округ 183 — виборчий округ в Херсонській області. В сучасному вигляді був утворений 28 квітня 2012 постановою ЦВК №82 (до цього моменту існувала інша система виборчих округів). Окружна виборча комісія цього округу розташовується в будівлі виконавчого комітету Корабельної районної в місті Херсоні ради за адресою м. Херсон, вул. Суворова, 29.
До складу округу входять Корабельний район, частини Дніпровського (селища Антонівка, Інженерне, Молодіжне та Наддніпрянське) і Суворовського (село Степанівка) районів міста Херсон, Білозерський район. Округ складається із двох окремих частин, які не межують між собою. Виборчий округ 183 межує з округом 129 на північному заході, з округом 130 на півночі, з округом 184 на сході, з округом 186 на південному сході і на півдні,з округ 182 посередині та обмежений узбережжям Дніпровської затоки на південному заході. Виборчий округ №183 складається з виборчих дільниць під номерами 650047-650068, 650070-650086, 650654-650661, 650671-650725 та 650769-650772.

## Народні депутати від округу
| Ім'я                          | Фото | Партія               | Скликання | Дата набуття повноважень | Дата припинення повноважень                                |
| ----------------------------- | ---- | -------------------- | --------- | ------------------------ | ---------------------------------------------------------- |
| Путілов Андрій Станіславович  |      | УДАР                 | 7-ме      | 12 грудня 2012           | 27 листопада 2014                                          |
| Гордєєв Андрій Анатолійович   |      | Блок Петра Порошенка | 8-ме      | 27 листопада 2014        | 19 травня 2016 (перейшов на посаду Голови Херсонської ОДА) |
| Одарченко Юрій Віталійович    |      | Батьківщина          | 8-ме      | 6 вересня 2016           | 29 серпня 2019                                             |
| Вагнєр Вікторія Олександрівна |      | Слуга народу         | 9-те      | 29 серпня 2019           |                                                            |

## Результати виборів

### Парламентські

#### 2019
Кандидати-мажоритарники:
- Вагнєр Вікторія Олександрівна (Слуга народу)
- Опанащенко Михайло Володимирович (Опозиційна платформа — За життя)
- Кирилов Юрій Євгенович (Європейська Солідарність)
- Одарченко Юрій Віталійович (Батьківщина)
- Семенчев Ігор Ігорович (самовисування)
- Бутрій Дмитро Стефанович (Сила і честь)
- Тихонько Костянтин Сергійович (самовисування)
- Кулешов Валерій Юрійович (самовисування)
- Бережна Зоя Яківна (самовисування)
- Білоковиленко Сергій Павлович (Радикальна партія)
- Горланов Іван Олександрович (Свобода)
- Бердник Дініс Володимирович (Самопоміч)
- Лугова Галина Леонідівна (Соціальна справедливість)
- Тоцький Віктор Володимирович (Сила людей)
- Щербаков Андрій Костянтинович (Громадянська позиція)
- Хохленко Тетяна Анатоліївна (самовисування)

#### Довибори 2016
Одномандатний мажоритарний округ:

Кандидати-мажоритарники:
- Одарченко Юрій Віталійович (Батьківщина)
- Путілов Андрій Станіславович (Блок Петра Порошенка)
- Опанащенко Михайло Володимирович (Відродження)
- Середа Анна Олександрівна (Опозиційний блок)
- Дудар Ігор Михайлович (Самопоміч)
- Книга Олександр Андрійович (УКРОП)
- Кива Ілля Володимирович (самовисування)
- Осипенко Ольга Миколаївна (самовисування)
- Гаврилко Олег Григорович (Свобода)
- Ухаль Олена Михайлівна (Солідарність жінок України)
- Рибачок Сергій Анатолійович (Народний рух України)
- Плугатарьов Віталій Анатолійович (Радикальна партія)
- Пермінов Сергій Володимирович (Союз лівих сил)
- Кривонос Володимир Ілліч (самовисування)
- Альтгауз Валерій Олександрович (Народний контроль)
- Паливода Олександр Миколайович (самовисування)
- Миколаєнко Володимир Володимирович (самовисування)
- Ковальова Яна Миколаївна (Україна славетна)
- Соловей Олексій Миколайович (самовисування)
- Бословяк Михайло Олександрович (самовисування)
- Ящук Андрій Борисович (Сила людей)
- Рибін Валентин Володимирович (самовисування)
- Коломойченко Віктор Володимирович (самовисування)
- Перепелиця Анатолій Іванович (самовисування)
- Романенко Василь Андрійович (самовисування)
- Лежавська Алла Йосипівна (самовисування)
- Труш Тетяна Петрівна (самовисування)
- Линик Сергій Анатолійович (самовисування)
- Редько Олена Геннадіївна (самовисування)

#### 2014
Кандидати-мажоритарники:
- Гордєєв Андрій Анатолійович (Блок Петра Порошенка)
- Опанащенко Михайло Володимирович (самовисування)
- Дудар Ігор Михайлович (Самопоміч)
- Семенчев Ігор Ігорович (самовисування)
- Кривонос Володимир Ілліч (Комуністична партія України)
- Андрощук Олег Вікторович (самовисування)
- Тріщанович Сергій Валентинович (Батьківщина)
- Плугатарьов Віталій Анатолійович (Радикальна партія)
- Босакевич Вячеслав Володимирович (самовисування)
- Шкода Сергій Володимирович (Опозиційний блок)
- Шмалєй Світлана Вікторівна (Сильна Україна)
- Богданов Віталій Володимирович (самовисування)
- Пелих Віктор Григорович (самовисування)
- Козлов Ігор Владленович (Заступ)
- Щербина Андрій Олександрович (самовисування)
- Кичинський Анатолій Іванович (самовисування)
- Шадрін Володимир Михайлович (самовисування)
- Попутько Юрій Анатолійович (самовисування)
- Матковський Михайло Михайлович (самовисування)
- Чечін Олег Валерійович (5.10)
- Царюченко Ігор Володимирович (самовисування)
- Ломов Олег Петрович (самовисування)
- Торбін Олександр Вікторович (Справедливість)

#### 2012
Кандидати-мажоритарники:
- Путілов Андрій Станіславович (УДАР)
- Федін Василь Вікторович (Партія регіонів)
- Лахнеко Олег Іванович (Комуністична партія України)
- Поддубченко Ігор Іванович (самовисування)
- Назарян Євген Григорович (Україна — Вперед!)
- Бичковський Юрій Олегович (самовисування)
- Лебедєв Олександр Павлович (самовисування)
- Романченко Борис Володимирович (Соціалістична партія України)
- Тишкевич Олексій Володимирович (Громада)
- Попутько Юрій Анатолійович (самовисування)
- Мусійко Вадим Юрійович (самовисування)
- Вандрашек Вячеслав Павлович (Союз)

## Явка
Явка виборців на окрузі: